# Trioncinia
Trioncinia es un género monotípico de plantas fanerógamas perteneciente a la familia de las asteráceas. Su única especie Trioncinia retroflexa,  es originaria de Australia en Queensland.

## Descripción
Trioncinia retroflexa es una hierba erecta, perenne de unos 50 cm de altura. Las hojas se producen principalmente en la base de la planta y forman una roseta. Las hojas son alternas, profundamente una o dos veces divididas (pinnatífidas o bipinnatífidas), en forma de paleta en su contorno, y de hasta 3,7 cm de largo por 2,5 cm de ancho. Las cabezas de las flores son de hasta 7 mm de diámetro y se producen en los tallos del centro de la planta. El anillo de brácteas que rodean la cabeza de la flor es recto. Tiene por lo menos 5 flósculos irregulares (rayos) alrededor del borde exterior de la cabeza de la flor. Las flores liguladas son 2-lobuladas y de 3,25 mm de largo. Hay 10 o más flósculos del disco en el centro de la cabeza de la flor, cada uno con 4 pétalos cortos. Los frutos (aquenios) son 8-11 mm de largo, de color marrón oscuro a negro, ligeramente curvados hacia adentro, de crucería y con muchas crestas verrugosas transversales, pero que carecen de alas. Tiene 3 (raramente 4) fuertemente reflexos aristas en el ápice.

## Distribución y hábitat
Trioncinia retroflexa se produce en los pastizales de llanuras basálticas oscuras y también en los suelos arcillosos de color marrón o negro.

## Taxonomía
Trioncinia retroflexa fue descrita por (F.Muell.) Veldkamp y publicado en Blumea 35(2): 481 (1991):.
Sinonimia
- Glossogyne retroflexa F.Muell.